# August Kampf

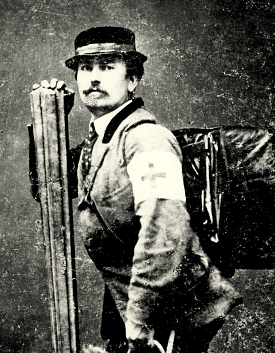
August Kampf mit Fotoausrüstung

August Kampf (* 1836 in Elberfeld; † 1914) war ein Aachener Maler und kaiserlicher Hof-Fotograf des 19. Jahrhunderts. Er betätigte sich in der Porträt- und Architekturfotografie.

## Leben und Wirken

August Kampf: Lousberg-Belvedere, Inserat von 1863

August Kampf, Sohn von Karl Kampf, Bandwirker und Zeugdrucker in Elberfeld und der Elisabeth Althoff, war verheiratet mit Maria (1837–1890), Tochter des Seidendruckers Hendrik Ludwig Westendorp (1802–1866), und Vater der Maler Arthur von Kampf und Eugen Kampf. August Kampf erstellte Cartes-de-Visite, Fotografien im Kabinettformat und kolorierte Werke. Dabei setzte er reale Dekoration mit in Szene. Die Fotografen jener Zeit verfügten über Requisiten, die sie wie einen Bühnenaufbau zu ihren Fotografien arrangierten.
August Kampf präsentierte sich als Fotograf des Deutschen Reiches mit dem Wappen-Adler auf seinen Revers. Er führte sein Atelier 1863 in der Comphausbadstraße 25 und ab 1864 im Nachbarhaus Nr. 27, wo zehn Jahre zuvor Jacob Wothly als Fotograf und Maler tätig war. Im Aachener Adressbuch 1863 warb er in seinem Inserat für „Aufnahmen zu jeder Tageszeit.“ Später expandierte Kampf später in die Theaterstraße 3. Dort und auf dem Theaterplatz konzentrierten sich zu jener Zeit die Fotoateliers von Carl Billotte, August Classens, Adolph Erkelenz und Eugen Westendorp.
Informationen über den Fotografen August Kampf liefern die Aufdrucke der Revers seiner Cartes-de-Visite. August Kampf war „Hof-Photograph Seiner Majestät und Kaisers von Deutschland und Königs von Preußen“. Für seine Verdienste erhielt er Medaillen der Weltausstellung 1873 in Wien und der Gewerbeausstellung 1880 in Düsseldorf.

## Werke
- Aachener Rathaus
- Aachen: Elisenbrunnen, 1863
- Maria Lambertz, Tochter von Henry Joseph Napoléon Lambertz, mehrere Cartes-de-Visite,
- Familie Henry Lambertz, Privatbesitz